# Gruppenkommandant
Der Begriff Gruppenkommandant bezeichnet bei der Polizei, Feuerwehr, beim Bundesheer und im Rettungsdienst in Österreich den Kommandanten einer Gruppe.

## Gruppenkommandant bei der Feuerwehr

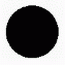
Taktisches Zeichen für einen Gruppen-kommandant

Die Gruppe stellt im österreichischen Feuerwehrwesen nach dem Trupp die kleinste taktische Einheit dar. Sie besteht üblicherweise aus neun Personen, kann aber aufgrund verschiedener Ausbildungsvorschriften, Fahrzeugkapazität oder Dienstpostenplan in der Größe variieren.
Voraussetzung für den Dienstposten des Gruppenkommandanten ist der Gruppenkommandantenlehrgang bzw. das Absolvieren der für die Gruppenkommandantenausbildung benötigten Ausbildungsmodule (Niederösterreich).
Eine Feuerwehrgruppe gliedert sich in drei Trupps, einen Melder, einen Maschinisten und den Gruppenkommandanten. Mehr Informationen zur Gliederung und Aufgabe einer Gruppe sind im Artikel Gruppe zu finden. Der Gruppenkommandant erhält vom Einsatzleiter den Einsatzbefehl und gibt seiner Gruppe den Entwicklungsbefehl und den Angriffsbefehl weiter. Diese beiden Befehle können zeitlich getrennt oder gemeinsam gegeben werden.

## Gruppenkommandant beim Militär
Wie bei der Feuerwehr stellt die Gruppe auch beim Bundesheer (Österreich), der Schweizer Armee und der Bundeswehr (Deutschland) die kleinste taktische Einheit dar, und umfasst üblicherweise sechs bis acht Soldaten. Die Gruppe besteht aus einem Gruppenkommandanten, dessen Stellvertreter und vier bis sechs Schützen mit eventueller Zweitbewaffnung wie MG und PAR (auftragsabhängig).

## Gruppenkommandant im Rettungsdienst
Auch bei den Rettungsdiensten existieren die Funktionen des Gruppenkommandanten mit den entsprechenden Führungsaufgaben. Da im üblichen Rettungs- und Krankentransportdienst sich die Mannschaftsstärke meist unter der einer Gruppe bewegt, sind die Funktionen des Gruppenkommandanten hauptsächlich bei Großschadensereignissen und Ambulanzdiensten relevant. Hier haben sie beispielsweise eine Leitungsfunktion innerhalb einer Sanitätshilfsstelle (kurz SanHist) oder die Einsatzleitung bei kleineren Ambulanzdiensten inne. Da Gruppenkommandanten aber auch die Einsatzleitung von ganzen Einheiten bis zum Eintreffen höherrangiger Funktionäre übernehmen müssen, ist auch die Ausbildung darauf ausgerichtet. Die Dienstgrade und entsprechenden Ausbildungen sind zwar jeweils der jeweiligen Organisation angepasst, aber in der Funktion ähnlich. So gibt es diese Funktionen beim ÖRK, dem ASBÖ als auch bei der Johanniter-Unfall-Hilfe in Österreich und dem Malteser Hospitaldienst Austria.